# Страшный двор
Страшный двор (Зачарованный замок; Таинственный замок; пол. Straszny dwór) — опера в четырёх действиях, написанная композитором Станиславом Монюшко в 1861—1864 гг.

## История создания
Либретто к опере написал Ян Хенцинский по канве сборника К. В. Войцицкого «Древние рассказы и картинки» („Stare gawędy i obrazy“; 1840) в 1865 году. Произведению присущи одновременно романтические и комедийные черты, характерный патриотический оттенок. По этой причине он был очень популярен в польском обществе и запрещён царскими властями. Опера была написана после подавления Январского восстания, поэтому её польская премьера фактически превратилась в большую патриотическую манифестацию. Мировая премьера состоялась в Варшаве 28 сентября 1865 года. «Страшный двор» считается лучшей оперой Монюшко и лучшим польским произведением XIX века.
Прототипом Страшного двора послужило Смиловичское поместье. В детстве, посещая родных в Смиловичах, Монюшко услышал предание о старинных курантах этого замка: веками никто не заводил те часы, но то и дело они начинали играть. Воплощением этого представления стали в опере арии Сколубы и Стефана (с курантами).
В опере использованы многие белорусские народные мотивы. Польская музыкальная критика подчёркивала эту связь творчества Монюшко с белорусскими песнями.

## Действующие лица
| Роль                                               | Певческий голос  | Исполнители на премьере 28 сентября 1865 (Дирижёр: Станислав Монюшко) |
| -------------------------------------------------- | ---------------- | --------------------------------------------------------------------- |
| Мечник                                             | баритон          | Adolf Kozieradski                                                     |
| Ганна, дочь Мечника и сестра Ядвиги                | сопрано          | Bronislawa Dowiadowska-Klimowiczowa                                   |
| Ядвига, дочь Мечника и сестра Ганны                | меццо-сопрано    | Józefa Chodowiecka-Hessowna                                           |
| Стефан, гусар, брат Збигнева                       | тенор            | Julian Dobrski                                                        |
| Збигнев, гусар, брат Стефана                       | бас              | Wilhelm Troszel                                                       |
| Чесникова, тётя Стефана и Збигнева                 | контральто       | Honorata Majeranowska                                                 |
| Mацей, слуга Чесниковой и её семьи                 | баритон          | Ján Koehler                                                           |
| Сколуба, главный служка Мечника и привратник       | бас              | Józef Prohaska                                                        |
| Пан Дамазы, барристер, соперник Збигнева и Стефана | тенор            | Józef Szczepkowski                                                    |
| Марта, ключница                                    | меццо-сопрано    |                                                                       |
| Гжесь, батрак                                      | баритон          |                                                                       |
| Старуха                                            | меццо-сопрано    |                                                                       |
| Мальчик                                            | разговорная роль |                                                                       |

## Сюжет
Действие происходит в первой половине XVIII века. Братья Збигнев и Стефан возвращаются домой после военной службы. Во время прощальной попойки с друзьями они дают присягу не жениться, чтобы быть готовыми в любой момент отдать свою жизнь за родину. Однако их тётя Чесникова объявляет о своем намерении женить братьев.
Однако Збигнев и Стефан рассказывают про свой обет, а также о том, что собираются посетить старого приятеля своего отца — Мечника из Калиново. Тётя Чесникова знает, что у мечника две красивые дочери, которых братья обязательно полюбят. Однако она имеет намерение женить племянников совсем на других барышнях. Чесникова обманывает братьев, говоря, что Калиново будто бы проклято, а сама быстрее отправляется туда, чтобы представить Стефана и Збигнева трусами.
Когда Стефан и Збигнев со своим слугой Мацеем приезжают в Калиново, мечниковы дочери решают проверить, правда ли братья трусы, спрятавшись за портретами своих прабабок. Такие же намерения имеет молодой барристер Дамазы, который считает братьев своими соперниками. Ради осуществления плана он подключает главного служку мечника — Сколубу. Дамазы прячется в часах.
Когда братья находят Дамазы в часах, тот рассказывает, что якобы поместье построено на человеческих слезах, и на нём лежит божья немилость. Братья собираются уезжать. Обман Дамазы раскрывается, и Мечник рассказывает, почему поместье прозвали «Страшным двором»: сто лет назад у его прадеда было девять дочерей на выданье, все кавалеры съезжались к ним, а завистливые соседки дали поместью такое прозвище, чтобы их дочери не засиживались в девках. Братья просят руки и сердца Ганны и Ядвиги, Мечник даёт родительское разрешение.

## Постановки
На русском языке опера была впервые представлена в Киеве в 1873 году под названием «Страшный двор». С 30 мая 1953 года в Ленинградском Малом оперном театре она шла под названием «Таинственный замок».
В 2004 году в рамках Года Польши на Украине была организована постановка «Страшного двора» во Львовском театре оперы и балета, вошедшая в постоянный репертуар театра (исполняется на польском языке).

## Экранизация
В 1936 году режиссёр Леонард Бучковский снял фильм «Страшный двор».